# Museo de Ceuta
El Museo de Ceuta, también llamado Museo del Revellín, es un museo ubicado en Ceuta, España. Tiene su sede en el antiguo Pabellón Militar del Cuartel del Revellín, y posee una colección de piezas arqueológicas de la región del estrecho de Gibraltar desde la Edad Antigua hasta la Edad Moderna, aunque en la actualidad solo desarrolla exposiciones temporales, funcionando el museo de la Basílica Tardorromana como una exposición permanente desde la prehistoria hasta la Edad Media.

## Historia
La arqueología en la ciudad de Ceuta y áreas circundantes comenzó en el siglo XVIII con las primeras excavaciones de Alejandro Correa da Franca, y vivió un gran crecimiento durante la guerra de África, con excavaciones tanto en Ceuta como en otras ciudades cercanas, como Tetuán. Sin embargo, la mayoría de piezas eran trasladadas al Museo de Cádiz debido a la ausencia de museos locales. Según Sureda Blanes, a principios del siglo XX muchos de los monumentos de Ceuta estarían en mal estado de conservación. Ello llevó al primer intento de creación de un museo local en 1920 bajo la alcaldía de Isidoro Martínez Durán, que no llegó a llevarse a cabo.
Finalmente, y debido en buena medida a la labor de Carlos Posac, el ayuntamiento de Ceuta inició el proceso para la creación de un museo local el 30 de diciembre de 1964, que se completó el 13 de octubre de 1971 con la inauguración de la Sala Municipal de Arqueología, adscrita al Instituto de Estudios Ceutíes. Debido a la falta de espacio para acoger la colección del museo, en 1994 la sede se trasladó a su ubicación actual, el antiguo Pabellón Militar del Cuartel del Revellín. Desde 1999, el museo dispone además del edificio del Revellín de San Ignacio, lo que permitió disponer su colección de forma más amplia y aumentar sus actividades culturales y de difusión.

## Sede
La sede principal del museo se ubica en el antiguo Pabellón Militar del Cuartel del Revellín, construido en 1900 y rehabilitado en 1989, coincidiendo con su designación como Bien de Interés Cultural. El edificio, de estilo neoclásico, acoge dos salas de exposiciones temporales en su planta baja.
Tiene una segunda sede en el Revellín de San Ignacio, en las Murallas Reales de Ceuta, en un revellín del siglo XVIII reformado por Juan Miguel Hernández León que acoge la sección de Bellas Artes del museo.

## Administración
Desde la aprobación del Estatuto de Autonomía de Ceuta en 1995 y el consecuente traspaso de competencias de cultura en 1999, el Museo de Ceuta forma parte del Servicio de Museos de la Ciudad Autónoma de Ceuta, dependiente a su vez del gobierno de Ceuta. Desde su fundación, el museo ha contado con los siguientes directores:
| Año de inicio | Director                      |
| ------------- | ----------------------------- |
| 1971          | Alfonso Sotelo                |
| 1973          | María José Íñiguez Moreno     |
| 1980          | Emilio A. Fernández Sotelo    |
| 1992          | José Antonio Alarcón Caballer |
| 1994          | Fernando Villada Paredes      |
| 2000          | José Manuel Hita Ruiz         |

## Colecciones
La colección del museo se organiza en dos secciones: una de arqueología, situada en la sede principal, y una de bellas artes, situada en el Revellín de San Ignacio.
La colección de arqueología está principalmente nutrida por piezas obtenidas en excavaciones en la ciudad de Ceuta y alrededores, y se divide en material desde la Prehistoria hasta la Edad Moderna. La colección tuvo su ampliación en dos etapas principales. La primera se debe principalmente al trabajo arqueológico de Carlos Posac y otros investigadores, poco antes de la fundación del museo. Entre estas piezas destacan las de época romana y medieval islámica, además de una colección de anclas y ánforas púnicas y romanas recuperadas por Juan Bravo Pérez.
La segunda etapa se correspondo con el trabajo de Emilio A. Fernández Sotelo en los años 1980, que incluye un amplio número de cerámicas medievales y piezas tardoantiguas, procedentes del descubrimiento de una antigua basílica tardorromana.
Además de estas dos grandes colecciones, la sección de arqueología dispone desde 1995 de diversas piezas de la madrasa al-Yadida, trasladadas desde su ubicación original en el Museo de Cádiz, y de otras piezas diversas adquiridas por el museo o fruto de donaciones.
La sección de bellas artes, formada por obras de la antigua Pinacoteca Municipal, que fue absorbida por el museo en 1994, y notablemente más pequeña que la sección de arqueología, está constituida principalmente por ornamentos diversos adquiridos por el gobierno de Ceuta desde el siglo XIX junto con diversas adquisiones y encargos posteriores.